# Zachary Ansley
Zachary Ansley (Vancouver, 12 gennaio 1972) è un attore canadese.

## Biografia
Interprete di molti film (al primo aveva 13 anni) completa gli studi laureandosi alla scuola di recitazione Square Acting School di New York. Oltre ad avere avuto molti ruoli nel cinema è stato anche attore di teatro al  "Willow Cabin Theatre".

## Riconoscimenti
Nel 1989 si è classificato primo al YTV Achievement Award

## Filmografia

### Cinema
- Il viaggio di Natty Gann (The Journey of Natty Gann), regia di Jeremy Kagan (1985)
- Differences, regia di John Wright (1986)
- Cowboys Don't Cry, regia di Anne Wheeler (1988)
- Princes in Exile, regia di Giles Walker (1990)
- Voglia di ricominciare (This Boy's Life), regia di Michael Caton-Jones (1993)
- Sleepers, regia di Barry Levinson (1996)
- Second Date, regia di James Genn (1999)

### Televisione
- MacGyver – serie TV, episodio 6x03 (1985)
- The Christmas Star, regia di Alan Shapiro – film TV (1986)
- In viaggio verso il Nord (Christmas Comes to Willow Creek), regia di Richard Lang – film TV (1987)
- I quattro della scuola di polizia (21 Jump Street) – serie TV, episodio 5x07 (1987)
- 9B – serie TV, episodi 1x02-1x03-1x04 (1988)
- Fiume rosso (Red River), regia di Richard Michaels – film TV (1988)
- La strada per Avonlea (Road to Avonlea) – serie TV, 7 episodi (1989)
- The Diary of Evelyn Lau, regia di Sturla Gunnarsson – film TV (1993)
- Miracle on Interstate 880, regia di Robert Iscove – film TV (1993)
- Madison – serie TV, episodio 3x04-3x07 (1993)
- X-Files (The X Files) – serie TV, 5 episodi (1993)
- Oltre i limiti (The Outer Limits) – serie TV, episodio 3x17-7x05 (1995)
- Sleepwalkers – serie TV, episodio 1x09 (1997)
- Welcome to Paradox – serie TV, episodio 1x08 (1998)
- Happy Christmas, Miss King, regia di Stefan Scaini – film TV (1998)
- First Wave – serie TV, episodio 1x19 (1998)
- Mercy Point – serie TV, episodi 1x01-1x05-1x06 (1998)
- Cold Squad - Squadra casi archiviati (Cold Squad) – serie TV, episodio 3x09 (1998)
- Hope Island – serie TV, episodio 1x07 (1999)
- Il mistero della fonte (The Spring), regia di David Jackson – film TV (2000)
- The Sports Pages, regia di Richard Benjamin – film TV (2001)
- UC: Undercover – serie TV, episodio 1x06 (2001)
- Battiti mortali (Dead in a Heartbeat), regia di Paul Antier – film TV (2002)
- The Twilight Zone – serie TV, episodio 1x19 (2002)

## Doppiatori italiani
- Alessio Cigliano in X-Files (ep. 1x01)
- Patrizio Cigliano in X-Files (ep. 7x22, st. 8)